# Aida Cooper
 (septembre 2018).
Si vous disposez d'ouvrages ou d'articles de référence ou si vous connaissez des sites web de qualité traitant du thème abordé ici, merci de compléter l'article en donnant les références utiles à sa vérifiabilité et en les liant à la section « Notes et références ».
Aida Cooper, nom artistique de Aida Castignola et comme  Aida Nola au début de sa carrière (née à Bettola le 19 février 1949),  est une chanteuse italienne.

## Discographie

### Album
- 1983 : Feelin' Good (Appaloosa AP 032)
- 1987 : Scossa (Dischi Ricordi SMRL 6369)
- 1988 : Vinti e vincitori (Dischi Ricordi SMRL 6379)
- 1989 : Aida (Dischi Ricordi SMRL 6401)
- 1998 : Bitter Sweet (SAAR Records 777)
- 2003 : Live in Blues (Comet Records[1])